# Сокулски окръг
Сокулски окръг (на полски: Powiat sokólski) е окръг в Подляско войводство, Североизточна Полша. Заема площ от 2 054,50 км2.
Административен център е град Сокулка.

## География
Окръгът се намира в историческите области Подлясия и Судовия. Разположен е в източната част на войводството.

## Население
Населението на окръга възлиза на 71 678 души (2012). Гъстотата е 35 души/km2.

## Административно деление
Административно окръгът е разделен на 10 общини.
Градско-селски общини:
- Община Домброва Бялостоцка
- Община Кринки
- Община Сокулка
- Община Суховоля

Селски общини:
- Община Коричин
- Община Кужница
- Община Нови Двур
- Община Шидра
- Община Шуджялово
- Община Янов

## Фотогалерия
- Домброва Бялостоцка
- Кринки
- Сокулка
- Суховоля